# Shaun Wallace
Shaun Wallace, (Christchurch, Dorset, 20 de novembre de 1961) fou un ciclista britànic que combinà tant el ciclisme en pista com la ruta. Fou professional des del 1987 fins al 1996. Va participar en dos Jocs Olímpics i va guanyar dues medalles de plata als Campionats del món de Persecució.

## Palmarès en pista
- 1996
  -  Campió del Regne Unit en Quilòmetre